# Dacetinops cibdela
Dacetinops cibdela é uma espécie de formiga do gênero Dacetinops, pertencente à subfamília Myrmicinae.